# Antonios Mastoras
Antonios Mastoras (Grecia, 6 de enero de 1991) es un atleta griego especializado en la prueba de salto de altura, en la que consiguió ser subcampeón europeo en pista cubierta en 2015.

## Carrera deportiva
En el Campeonato Europeo de Atletismo en Pista Cubierta de 2015 ganó la medalla de plata en el salto de altura, con un salto de 2.31 metros, tras el ruso Daniil Tsyplakov (oro también con 2.31 metros pero en menos intentos) y empatado con el italiano Silvano Chesani.